# Nordkalottens kultur- och forskningscentrum

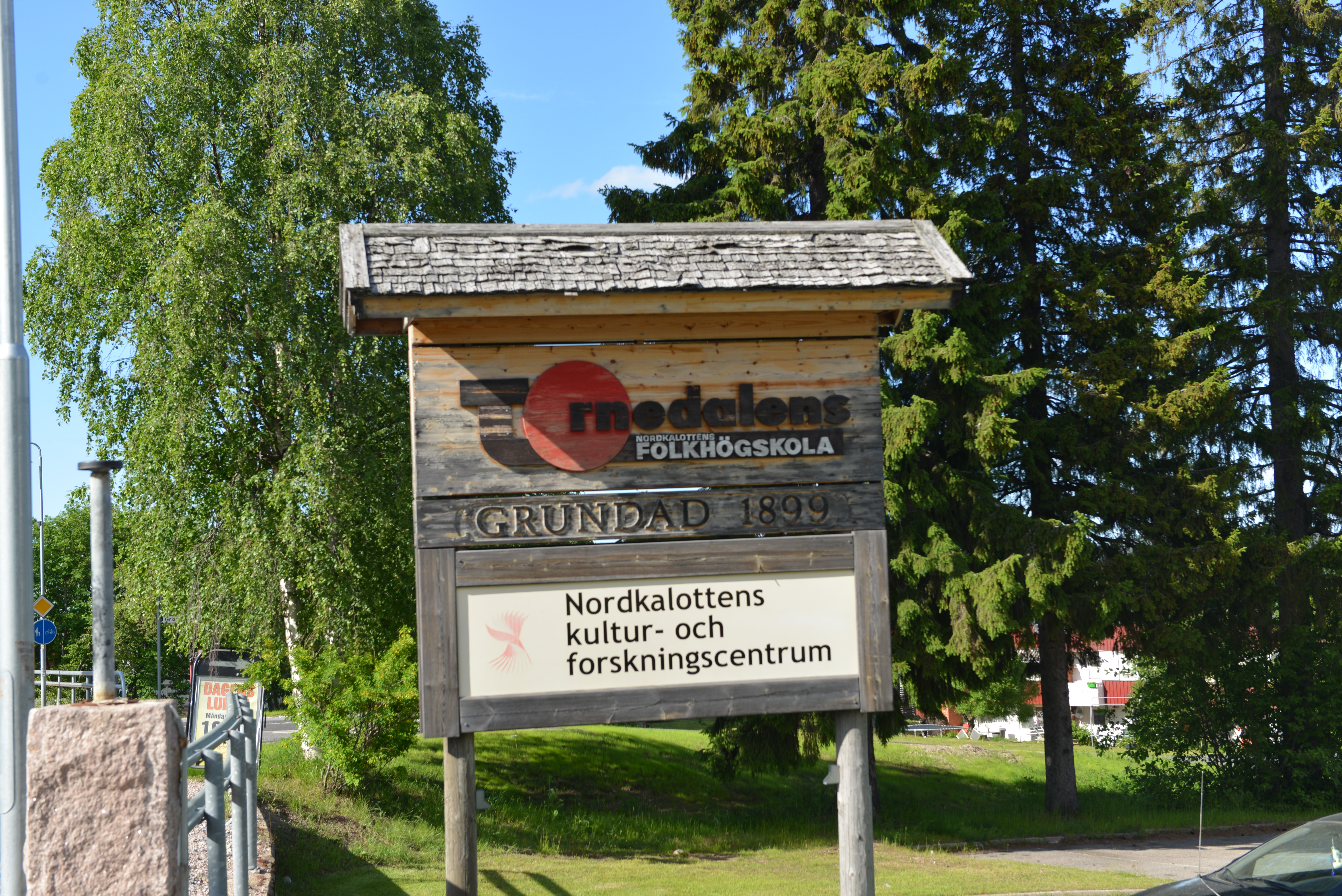

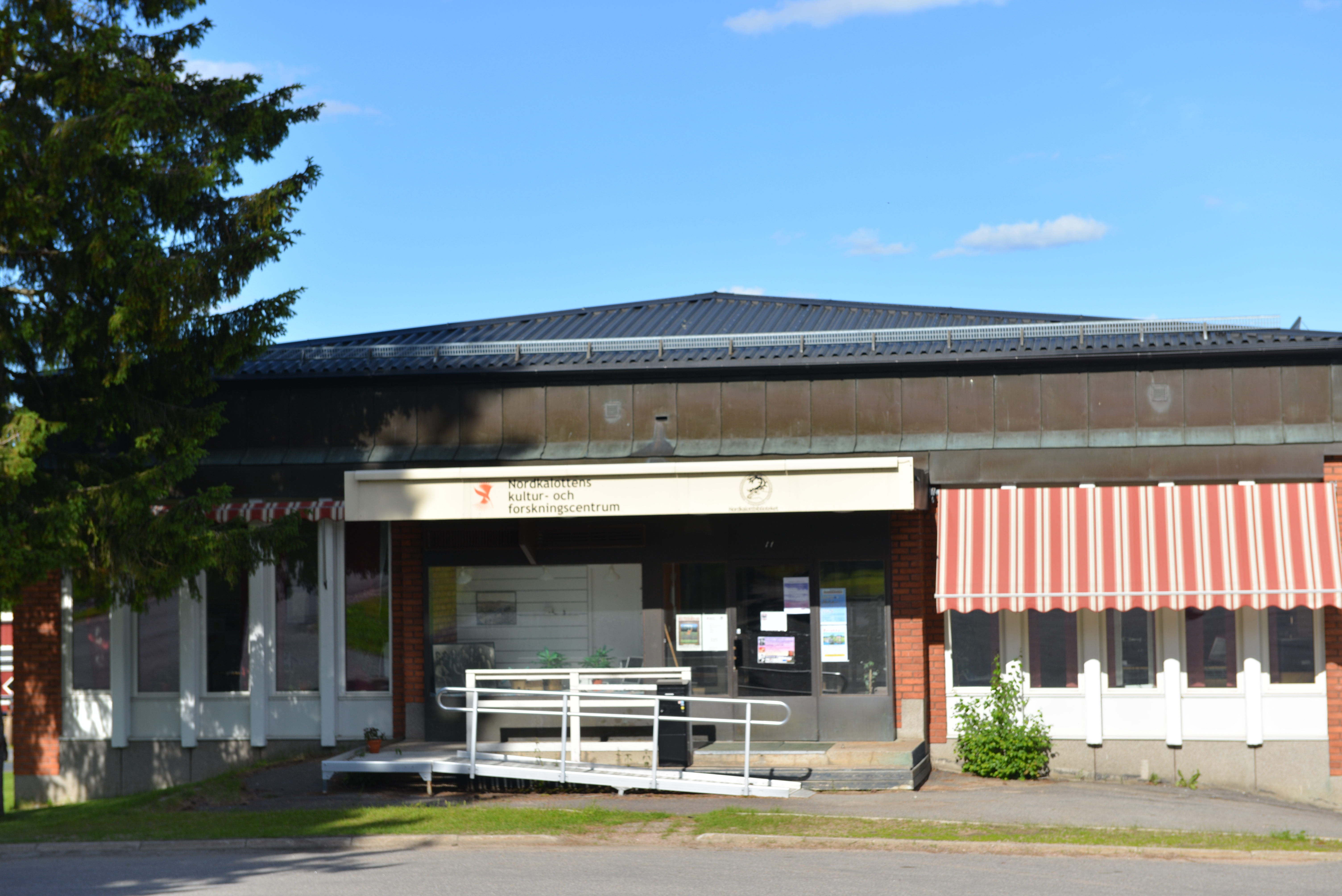
Entrén

Nordkalottens kultur- och forskningscentrum är ett kulturcentrum för tornedalskultur i Övertorneå kyrkoby. Det drivs av Övertorneå kommun och är förlagt till Tornedalens folkhögskolas område vid Marengetivägen/Gästgivarevägen. I centret ingår Nordkalottbiblioteket. 

## Verksamhet
Nordkalottens kultur- och forskningscentrum grundades 2002. Centret har samlat in litteratur, släktmaterial, ljudband, bilder och pressklipp som berör meänkieliområdet. Det arrangerar bland annat släktforskarseminarier, litteraturseminarier, översättarkonferenser, läsecirklar och författaraftnar.

## Svenssonska samlingen
Ossian Svensson, som var rektor vid Tornedalens folkhögskola 1918–1946, samlade under sin tid i Övertorneå litteratur om Nordkalotten. Samlingen omfattar närmare 1.000 titlar, av äldre utgivningar bland andra Manuale Lapponicum från 1648, Olof Rudbeck den yngres Lapponia illustrata eller Nora Samoland från 1701, och Anders Fredrik Skjöldebrands Voyage pittoresque au Cap Nord från 1801–1802.

## Nationellt ansvarsbibliotek för litteratur på meänkieli och om tornedalskultur
Kungliga biblioteket fick 2020 i uppdrag av Sveriges regering att i ett treårigt projekt stödja resursbiblioteken för de fem erkända minoritetsspråken, därav Nordkalottbiblioteket för meänkieli. I satsningen ska ingå mer stöd till folkbiblioteken vad avser service på minoritetsspråken.